# میدویل (یوتا)
میدویل (به انگلیسی: Midvale) شهری در ایالت یوتا کشور ایالات متحده آمریکا است که جمعیت آن در سرشماری سال ۲۰۱۰ میلادی، ۲۷٬۹۶۴ نفر بوده‌است.